# 古利別扎湖

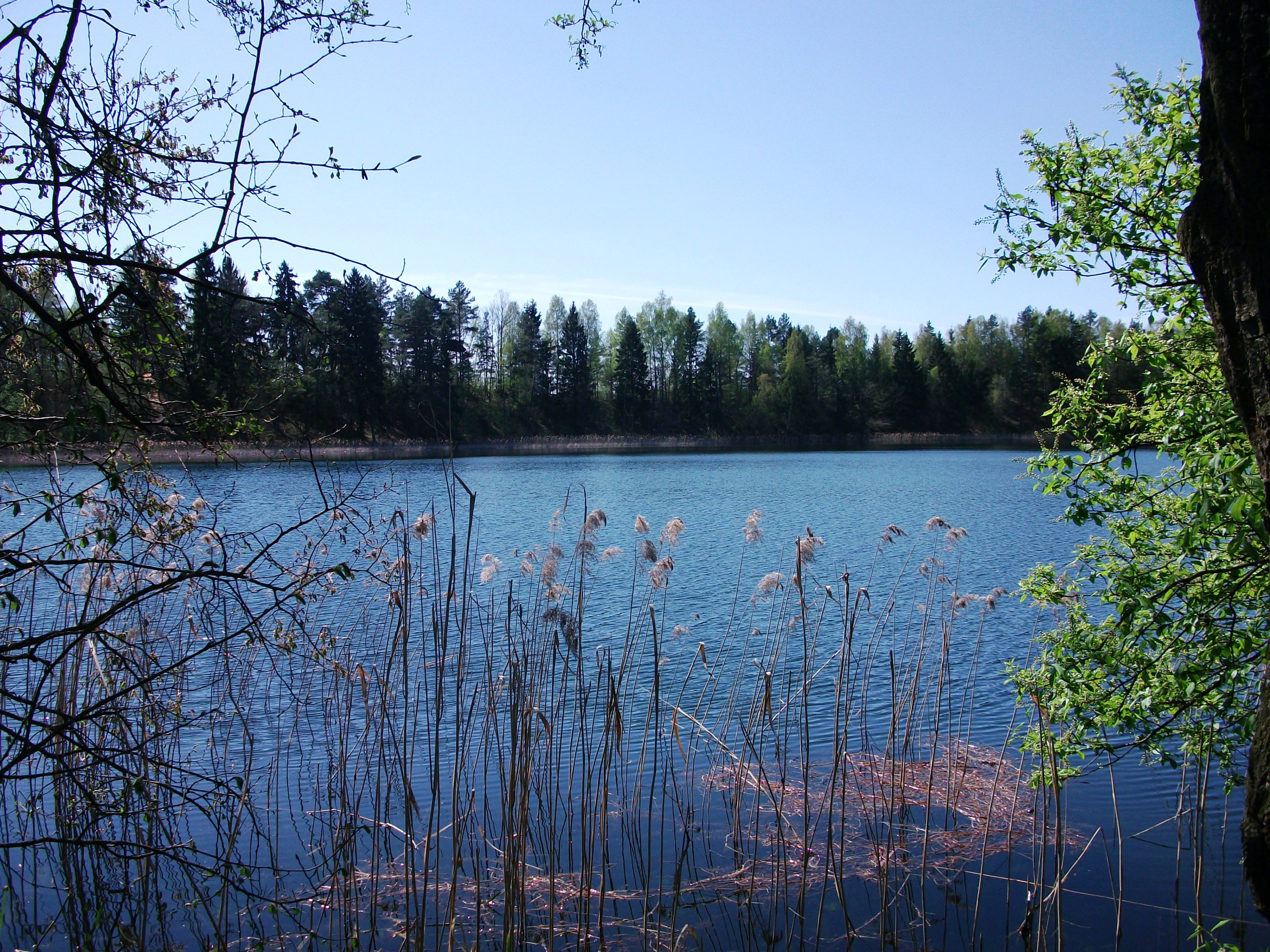
古利別扎湖

古利別扎湖（白俄羅斯語：Гульбеза）是白俄羅斯的湖泊，位於奧斯特羅韋茨東北33公里，由格羅德諾州負責管轄，長0.94公里、寬0.39公里，面積0.23平方公里，集水區面積6平方公里，湖岸線長度1.94公里，最大水深12.9米。